# Каноницьке
Кано́ницьке — село в Україні, у Барській міській громаді Жмеринського району Вінницької області. До 2020 орган місцевого самоврядування — Войнашівська сільська рада.
Населення становить 120 осіб (станом на 2001 рік). Село розташоване за 5,6 кілометра від  центру громади.

## Назва
Колишня назва населеного пункту — хутір «Каноніцький».

## Географія
Село Каноницьке лежить за 5,6 км на південний схід від районного центру, фізична відстань до Києва — 239,7 км.
| Клімат Каноницького     | Клімат Каноницького | Клімат Каноницького | Клімат Каноницького | Клімат Каноницького | Клімат Каноницького | Клімат Каноницького | Клімат Каноницького | Клімат Каноницького | Клімат Каноницького | Клімат Каноницького | Клімат Каноницького | Клімат Каноницького | Клімат Каноницького |
| Показник                | Січ.                | Лют.                | Бер.                | Квіт.               | Трав.               | Черв.               | Лип.                | Серп.               | Вер.                | Жовт.               | Лист.               | Груд.               | Рік                 |
| Середній максимум, °C   | −2,3                | −0,7                | 4,3                 | 13,2                | 19,6                | 22,7                | 23,9                | 23,4                | 19,3                | 12,7                | 5,1                 | 0,1                 | 11,8                |
| Середня температура, °C | −5,5                | −4                  | 0,5                 | 8,1                 | 14,1                | 17,3                | 18,6                | 17,9                | 13,9                | 8,2                 | 2,2                 | −2,5                | 7,4                 |
| Середній мінімум, °C    | −8,7                | −7,3                | −3,3                | 3,1                 | 8,6                 | 11,9                | 13,3                | 12,4                | 8,6                 | 3,7                 | −0,6                | −5,1                | 3,1                 |
| Норма опадів, мм        | 35                  | 34                  | 31                  | 52                  | 69                  | 102                 | 99                  | 65                  | 52                  | 33                  | 39                  | 42                  | 653                 |
| ----------------------- | ------------------- | ------------------- | ------------------- | ------------------- | ------------------- | ------------------- | ------------------- | ------------------- | ------------------- | ------------------- | ------------------- | ------------------- | ------------------- |
| Джерело:                |                     |                     |                     |                     |                     |                     |                     |                     |                     |                     |                     |                     |                     |

## Історія
12 червня 2020 року, відповідно до Розпорядження Кабінету Міністрів України № 707-р «Про визначення адміністративних центрів та затвердження територій територіальних громад Вінницької області», увійшло до складу Барської міської громади.
19 липня 2020 року, в результаті адміністративно-територіальної реформи та ліквідації Барського району, село увійшло до складу Жмеринського району.

## Населення
Станом на 1989 рік у селі проживали 134 особи, серед них — 55 чоловіків і 79 жінок.
За даними перепису населення 2001 року в селі проживали 120 осіб. Рідною мовою назвали:
| Мова       | Кількість осіб | Відсоток |
| ---------- | -------------- | -------- |
| українська | 119            | 99,17%   |
| російська  | 1              | 0,83%    |

## Політика
Голова сільської ради — Скопчак Василь Олексійович, 1955 року народження, вперше обраний у 2006 році. Інтереси громади представляють 26 депутатів сільської ради:
| Партія                                 | Кількість депутатів | Відсоток |
| -------------------------------------- | ------------------- | -------- |
| самовисування                          | 16                  | 61,54%   |
| Партія регіонів                        | 6                   | 23,08%   |
| Всеукраїнське об'єднання «Батьківщина» | 3                   | 11,54%   |
| Єдиний центр                           | 1                   | 3,85%    |